# Galaxy 4
O Galaxy 4 (G-4), também conhecido por HGS-4, foi um satélite de comunicação geoestacionário que foi construído pela Hughes, ele era de propriedade da PanAmSat, que foi adquirida pela Intelsat. O satélite foi baseado na plataforma HS-601 e sua expectativa de vida útil era de 12 anos.

## História
O Galaxy 4 foi configurado para dar cobertura a todos os Estados Unidos, além da bacia do Caribe, com uma intensidade de sinal de 36 dBW em banda C e 45 dBW em banda Ku.
Em 19 de maio de 1998, O Galaxy 4 sofreu uma falha on-board no seu processador de controle, o primeiro satélite Hughes em operação a sofrer uma falha em órbita. O processador de controlo de reposição não estava disponível anteriormente, devido aos danos independentes que não tinha sido anteriormente detectado. A PanAmSat desativou o satélite, sete anos a menos do que a sua vida útil que era estimada de 12 anos.

## Lançamento
O satélite foi lançado com sucesso ao espaço no dia 25 de junho de 1993, abordo de um foguete Ariane-42P H10+, a partir do Centro Espacial de Kourou, na Guiana Francesa. Ele tinha uma massa de lançamento de 2.989 kg.